# NGC 5930
NGC 5930 هي مجرة تتبع كوكبة العواء. اكتشفها ويليام هيرشل في 18 مارس 1787.

## روابط خارجية
- NGC 5930 على موقع ويكي سكاي: DSS2, SDSS, GALEX, IRAS, Hydrogen α, X-Ray, Astrophoto, Sky Map, Articles and images